# 학원 아이돌마스터
《학원 아이돌마스터》(일본어: 学園アイドルマスター 가쿠엔 아이도루마스타[*])는 QualiArts와 반다이 남코 엔터테인먼트의 공동 개발 및 운영에 의한 스마트폰 게임이다. 2024년 5월 16일에 iOS판과 안드로이드판의 서비스를 개시했다. 장르는 육성 시뮬레이션 게임이다. 약칭은 '가쿠마스'.
반다이 남코 엔터테인먼트는 2023년 7월 25일에 니코니코 생방송 등에서 방송한 '아이돌 마스터 18주년 생방송 ~18th Anniversary Colorful P@rty!!!!!~'에서 새 브랜드를 발표해, 스마트폰 게임으로서 전개한다고 발표했다. '아이돌마스터 시리즈'로서는 여섯 번째 브랜드가 된다.
본작의 개발은 2018년에 시동했다. 개발시 사카가미 요조(당시에는 '아이돌 마스터 시리즈'의 종합 프로듀서)가 가칭으로 '하츠보시 학원'(初星学園)이라고 붙였다. 본작의 프로듀서를 담당하는 코미노 히데후미가 '하츠보시 학원'을 정식 명칭으로 사용하고 싶다고 요망했는데, 승인이 내려진 것으로 그대로 정식 명칭으로 사용되게 되었다고 한다.

## 게임 시스템
플레이어는 하츠보시 학원의 프로듀서로 입학하여 활동한다. 학원생활에서 레슨이나 수업을 통해 아이돌 후보생의 능력(보컬, 댄스, 비주얼)을 성장시켜 나가는 것으로 육성 정도에 따라 라이브 장면이 변화해 나가고, 결국 아레나 라이브와 TRUE END를 목표로 한다.

## 등장인물

### 하츠보시 학원

#### 고등부 학생

##### 프로듀스 대상 아이돌
하나미 사키(花海 咲季)
성우 - 나가츠키 아오이
신장: 152㎝ / 체중: 45㎏ / 나이: 16세 / 쓰리 사이즈: 84/55/80 / 혈액형:A형 / 손잡이: 왼쪽 / 생일: 4월 2일 / 별자리: 양자리 / 출신지: 아이치현 / 이미지 컬러: 빨강
특기는 운동 전반, 가사 전반, 마사지, 취미는 승부처 전반. 하츠보시 학원 입학시험 수석인 신입생. 지기 싫어하는 전 운동선수. 어린 시절부터 기억이 좋고, 무슨 일을 해도 잘 하는 신동이었다.
츠키무라 테마리(月村 手毬)
성우 - 오지카 나오
신장: 162㎝ / 체중: 51㎏ / 나이: 15세 / 쓰리 사이즈: 82/58/86 / 혈액형: AB형 / 손잡이: 오른쪽 / 생일: 6월 3일 / 별자리: 쌍둥이자리 / 출신지: 교토부 / 이미지 컬러: 파랑
특기는 노래, 취미는 맛있는 것을 먹는 것이지만 현재는 봉인 중. 전 엘리트. 중등부 넘버원 아이돌로 알려져 있었다. 쿨하고 스토익한 빈정꾼이라고 생각했고, 응석받이로 게으른 트러블 메이커라는 이면성을 겸비한다.
후지타 코토네(藤田 ことね)
성우 - 이이다 히카루
신장: 156㎝ / 체중: 40㎏ / 나이: 15세 / 쓰리 사이즈: 75/55/75 / 혈액형: O형 / 손잡이: 오른쪽 / 생일: 4월 29일 / 별자리: 황소자리 / 출신지: 사이타마현 / 이미지 컬러: 노랑
특기는 춤, 사람의 얼굴과 이름을 외우는 것, 취미는 돈을 버는 것이다. 꿈은 돈을 버는 아이돌을 목표로 하는 것. 얼굴의 귀여움 이외에는 성적도 자기 평가도 낮고, 인생 일발 역전의 수단으로서 아이돌을 목표로 하고 있다. 본 작품 등장 아이돌에서는 최경량.
히메사키 리나미(姫崎 莉波)
성우 - 우스이 유리
신장: 166㎝ / 체중: 56㎏ / 나이: 17세 / 쓰리 사이즈: 90/59/93 / 혈액형: A형 / 손잡이: 오른쪽 / 생일: 3월 5일 / 별자리: 물고기자리 / 출신지: 후쿠오카현 / 이미지 컬러:핑크
특기는 요리, 바느질, 수예, 취미는 카페순회, 화장품 모으기. 학생회 서기를 하고 있으며, 확실히 자상하고, 상냥하며, 보살피기가 좋다. 과거 유닛에 몸담았던 적도 있지만 결과는 부진했다. 본작등장 아이돌에서는 최중량이면서 가장 바스트 사이즈가 크다.
시온 스미카(紫雲 清夏)
성우 - 미나토 미야
신장: 168㎝ / 체중: 54㎏ / 나이: 15세 / 쓰리 사이즈: 89/58/85 / 혈액형: O형 / 손잡이: 왼쪽 / 생일: 11월 11일 / 별자리: 전갈자리 / 출신지: 홋카이도 / 이미지 컬러: 황록
특기는 몸이 부드러운것, 취미는 가라오케, SNS. 수업이나 레슨을 빼먹기 쉬운 불성실계 갸루. 익살스러운 태도이지만, 누구와도 친해질 수 있는 건강하고 밝은 아이. 일찍이 발레로 세계에 날개를 단 실적도 있어, 친구 리리야와 함께 아이돌을 목표로 하고 있었다. 본작 등장 아이돌로는 최장신.
시노사와 히로(篠澤 広)
성우 - 카와무라 레이나
신장:159㎝ / 체중: 41㎏ / 나이: 15세 / 쓰리 사이즈: 72/54/76 / 혈액형: AB형 / 손잡이: 왼쪽 / 생일: 12월 21일 / 별자리: 궁수자리 / 출신지: 아키타현 / 이미지 컬러: 물색
특기는 학업전반, 물리, 수학, 퍼즐, 취미는 서투른 분야에 도전하기, 관엽식물 키우기. 미스터리한 분위기가 감도는 소녀. 14세에 대학을 졸업한 영재지만 반대로 체력과 운동신경은 전혀 없는 편. 그래서 입학시험 성적은 아래에서 두 번째였다.무엇보다도 간단하고 지루한 나날을 싫어하고, 힘든 일이나 잘 되지 않는 것에 기쁨을 느끼는 괴짜. 아이돌을 목표로 한 이유도 '가장 자신에게 맞지 않을 것 같아서'라는 것이다.본작 등장 아이돌로는 가장 가슴 사이즈가 작다.
카츠라기 릴리야(葛城 リーリヤ)
성우 - 하나이와 카나
신장: 161㎝ / 체중: 43㎏ / 나이: 15세 / 쓰리 사이즈: 82/53/80 / 혈액형: B형 / 손잡이: 오른쪽 / 생일: 7월 24일 / 별자리: 사자자리 / 출신지: 스웨덴 / 이미지 컬러: 흰색
특기는 과자만들기, 게임하기, 취미는 과자만들기, 일본애니메이션. 해외 출신의 유학생으로, 스웨덴과 일본의 혼혈. 심약한 성격으로 언제나 자신이 없는 듯 움츠러들고 있지만, "이것"이라고 결정한 것에는, 완고하다고도 말할 수 있을 정도로 의지가 단단한 곳도 있다. 그때까지 노래나 댄스 경험은 없었지만, 초성학원의 라이브를 보러 온 것으로 아이돌을 목표로 결정했다. 세이카와는 발레로 스웨덴에 왔을 때 알게 되어 함께 무대에 설 것을 맹세한 사이.
쿠라모토 치나(倉本 千奈)
성우 - 이토 마오
신장: 148㎝ / 체중: 43㎏ / 나이: 15세 / 쓰리 사이즈: 73/56/73 / 혈액형: O형 / 손잡이: 오른쪽 / 생일: 8월 1일 / 별자리: 사자자리 / 출신지: 가나가와현 / 이미지 컬러: 오렌지
특기는 건강한 인사, 동물들이 좋아하는 것, 취미는 그림그리기. 학원장 친구의 손자. 순수한 아가씨로, 부모님으로부터 응석받이로 자랐다. 어미에 '요'를 붙여 이야기하고, 프로듀서를 '선생님'이라고 부른다. 천진난만한 성격으로 '훌륭한 아이돌'을 목표로 하고 있지만, 입학 시험에서는 최하위라고 하는 낙오. 본작 등장 아이돌로는 가장 키가 작다.
아리무라 마오(有村 麻央)
성우 - 나나세 츠무기
신장: 157㎝ / 체중: 46㎏ / 나이: 17세 / 쓰리 사이즈: 85/53/85 / 혈액형: A형 / 손잡이: 오른쪽 / 생일: 1월 18일 / 별자리: 염소자리 / 출신지: 효고현 / 이미지 컬러: 자주색
특기는 격투기, 손재주, 취미는 남을 돌보는 것, 관극. 아이돌과 학원 기숙사의 기숙사장으로, 후배로부터는 '어린 왕자(리틀 프린스)'라고 사랑받고 있어 보살핌이 좋다. 멋진 아이돌을 목표로 하고 있어, 유년기부터 가극의 스타를 동경해, 아역으로서 활동하고 있었다.

##### 라이벌 아이돌
하나미 우메(花海 佑芽)
성우 - 마츠다 아야네
신장: 158㎝ / 나이: 15세 / 혈액형: AB형 / 생일: 4월 1일
사키의 여동생. 성적이 우수한 언니와는 대조적으로 보결 입학으로, 이쪽도 전 운동선수. 자매간은 매우 양호하며, 언니를 진심으로 존경하고, 라이벌로 생각하며, 최대의 목표로 삼고 있다.
하타야 미스즈(秦谷 美鈴)
성우 - 하루사키 논
신장: 160㎝ / 나이: 15세 / 혈액형: B형 / 생일: 2월 6일
테마리의 소꿉친구로, 중등부 시절에 유닛을 결성했다. 느긋하고 마이페이스한 성격으로, 자신에게도 타인에게도 상냥하고 달콤하다. 다른 사람을 돌보거나 응석받이를 하는 것을 좋아한다.
주오 세나(十王 星南)
성우 - 히타카 마시로
신장: 170㎝ / 나이: 17세 / 혈액형: A형 / 생일: 12월 7일
학원장의 손자로 학생회장. 유년기부터 아이돌의 엘리트 교육을 받고 있어,'학원 제일의 아이돌'로서 전교생의 동경의 대상. 아이돌의 재능을 꿰뚫어 볼 수 있는 특기가 있어 항상 눈독을 들이고 있다.

#### 트레이너
Vo 트레이너
성우 - 타나카 미나미
Da 트레이너
성우 - 와카이 유우키
Vi 트레이너
성우 - 세리자와 유

#### 교원 및 프로듀서
프로듀서
주인공. 하츠보시 학원 전문대학 프로듀서과의 학생.
주오 쿠니오(十王 邦夫)
성우 - 오오츠카 아키오
하츠보시 학원의 학원장. 다른 시리즈의 사장과 마찬가지로 검은 칠을 한 실루엣으로 등장한다.
네오 아사리(根緒 亜紗里)
성우 - 코가 아오이
하츠보시 학원의 교사.